# Merita-Nordbanken
Merita-Nordbanken var en svensk-finländsk finanskoncern som bildades genom ett samgående mellan Nordbanken och Merita 1998. Moderbolag i koncernen var det svenska bankaktiebolaget Nordbanken. Koncernen behöll sina respektive varumärken på de svenska och finländska bankmarknaderna. År 2000 genomfördes en fusion med danska Unibank och koncernen namnändrades till Nordic Baltic Holding. Efter uppköpet av den norska banken Kreditkassen 2000, har koncernen antagit ett nytt namn som även fått ersätta tidigare varumärken i de olika länderna, Nordea.